# Hell on Heels
| Совокупная оценка   | Совокупная оценка |
| Источник            | Оценка            |
| ------------------- | ----------------- |
| Metacritic          | 84/100            |
| Оценки критиков     |                   |
| Источник            | Оценка            |
| AllMusic            | [ 2 ]             |
| American Songwriter | [ 3 ]             |
| The A.V. Club       | B+                |
| MSN Music           | A                 |
| Nash Country Weekly | [ 6 ]             |
| Rolling Stone       | [ 7 ]             |
| Slant Magazine      | [ 8 ]             |

Hell on Heels — дебютный студийный альбом американской кантри-супергруппы Pistol Annies, состоящей из Миранды Ламберт, Эшли Монро и Анджелины Пресли. Диск вышел 23 августа 2011 года на лейбле Columbia Nashville. Продюсером был Frank Liddell.
5 июня 2013 года тираж альбома составил 488,000 копий в США.
В 2022 году альбом был включен в список лучших кантри-альбомов в истории The 100 Greatest Country Albums of All Time журнала «Rolling Stone» (№ 54).

## Об альбоме
Американская кантри-Супергруппа Pistol Annies составила контракт с лейблом Columbia Nashville и была составлена из трёх молодых певиц, включая Миранду Ламберт, Эшли Монро и Анджелину Пресли. Диск вышел 23 августа 2011 года под продюсерством Frank Liddell.

## Отзывы
Альбом получил положительные отзывы музыкальных критиков и интернет-изданий, AllMusic, Engine 145, Roughstock, Country Weekly, Rolling Stone (№ 29 в списке «50 Best Albums of 2011»).

### Итоговые списки
| Публикация          | Список                                      | Год  | Ранг | Ссылка |
| ------------------- | ------------------------------------------- | ---- | ---- | ------ |
| American Songwriter | American Songwriter’s Top 50 Albums of 2011 | 2011 | 8    | [ 14 ] |
| Pazz and Jop        | Pazz and Jop 2011                           | 2011 | 23   | [ 14 ] |
| Rolling Stone       | Rolling Stone’s 50 Best Albums of 2011      | 2011 | 29   | [ 14 ] |
| The Guardian        | The Guardian’s Best Albums of 2011          | 2011 | 36   | [ 14 ] |

## Коммерческий успех
Hell on Heels дебютировал на пятом месте в американском хит-параде Billboard 200 и на № 1 в кантри-чарте Top Country Albums с тиражом 44,000 копий в первую неделю релиза.
К декабрю 2012 года тираж альбома составил 430,000 копий.

## Список композиций
Все треки были написаны Мирандой Ламберт, Эшли Монро и Анджелиной Пресли.
| №                   | Название              | Автор(ы)                                    | Основной вокал       | Длительность |
| ------------------- | --------------------- | ------------------------------------------- | -------------------- | ------------ |
| 1.                  | «Hell on Heels»       | Миранда Ламберт Эшли Монро Анджелина Пресли | Пресли Ламберт Монро | 3:14         |
| 2.                  | «Lemon Drop»          | Пресли                                      | Пресли               | 2:42         |
| 3.                  | «Beige»               | Ламберт Монро                               | Монро                | 3:23         |
| 4.                  | «Bad Example»         | Ламберт Монро Пресли                        | Пресли               | 2:52         |
| 5.                  | «Housewife's prayer»  | Ламберт Монро Пресли                        | Ламберт              | 2:48         |
| 6.                  | «Takin' Pills»        | Ламберт Монро Пресли                        | Ламберт Монро Пресли | 3:16         |
| 7.                  | «Boys From the South» | Ламберт Монро                               | Ламберт              | 3:39         |
| 8.                  | «The Hunter's Wife»   | Пресли                                      | Пресли               | 2:34         |
| 9.                  | «Trailer for Rent»    | Ламберт                                     | Ламберт              | 3:01         |
| 10.                 | «Family Feud»         | Ламберт Монро Пресли Blake Shelton          | Монро Пресли Ламберт | 2:36         |
| Общая длительность: | Общая длительность:   | Общая длительность:                         | Общая длительность:  | 30:05        |

## Позиции в чартах
| Чарт (2011)                      | Высшая позиция |
| -------------------------------- | -------------- |
| США Billboard 200                | 5              |
| США Billboard Top Country Albums | 1              |

## Сертификации
| Регион     | Сертификаты |
| ---------- | ----------- |
| США (RIAA) | Золотой     |